# Ferragudo
Ferragudo é uma vila portuguesa sede da Freguesia de Ferragudo do Município de Lagoa (Algarve), freguesia com 5,41 km² de área e 1973 habitantes (censo de 2021), tendo, por isso, uma densidade populacional de 364,7 hab./km².
Ferragudo foi elevada à categoria de vila em 13 de maio de 1999.

## História
Juntamente com as freguesias de Lagoa e de Estômbar, constituíram o território do concelho de Lagoa após desanexação do concelho de Silves em 16 de janeiro de 1773.

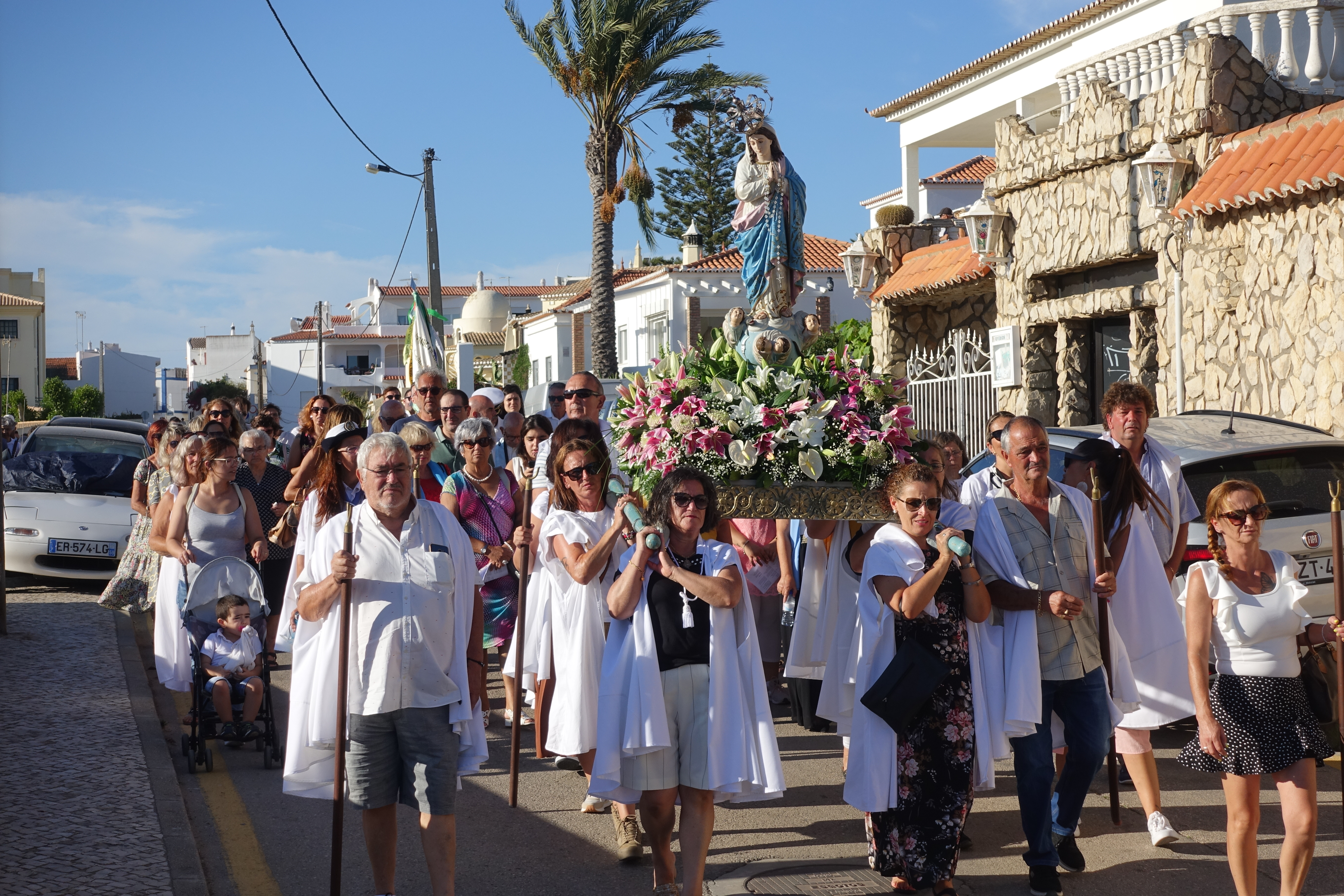
Procissão anual dedicada a Nossa Senhora da Conceição na vila de Ferragudo

É uma terra de pescadores que desde sempre esteve intimamente ligada ao rio e ao mar. Hoje, embora mantenha a mesma ligação ao mar, a sua actividade económica está ligada à actividade turística.
Para além da vila, possui outros aglomerados urbanos em franca expansão, dos quais se destaca a Aldeia de Luis Francisco, Vale de Azinhaga, Corgos, Gramacho, Presa de Moura e Vale de Lapa.
Possui ao longo da sua área territorial uma vasta extensão ribeirinha e marítima, da qual se destaca o seu pitoresco e belo cais de pesca, bem como uma pequena área de costa marítima na qual se destacam as praias: Angrinha, Praia Grande, Infanta, Molhe, Pintadinho, João Lopes, Caneiros, Afurada e Torrados; assim como outras belezas naturais tais como a Ponta do Altar, falésias, furnas, algares e leixões.

## Património
- Castelo de São João do Arade ou Castelo de Ferragudo[5]
- Igreja de Nossa Senhora da Conceição
- Farol da Ponta do Altar
- Torre da Lapa

## Demografia
A população registada nos censos foi:
| Distribuição da População por Grupos Etários | Distribuição da População por Grupos Etários | Distribuição da População por Grupos Etários | Distribuição da População por Grupos Etários | Distribuição da População por Grupos Etários |
| -------------------------------------------- | -------------------------------------------- | -------------------------------------------- | -------------------------------------------- | -------------------------------------------- |
| Ano                                          | 0-14 Anos                                    | 15-24 Anos                                   | 25-64 Anos                                   | > 65 Anos                                    |
| 2001                                         | 245                                          | 264                                          | 949                                          | 408                                          |
| 2011                                         | 236                                          | 168                                          | 1106                                         | 463                                          |
| 2021                                         | 177                                          | 162                                          | 990                                          | 644                                          |